# Веслање на Летњим олимпијским играма 1900 — двојац са кормиларом за мушкарце
Трка двојаца са кормиларом је била једна од четири дисциплине у веслању на Олимпијским играма 1900. Одржана је на реци Сени у Паризу 25. и 26. августа. Учествовало је седам посада са 22 веслача из 3 земље.

## Земље учеснице
- Белгија (3)
- Француска (15)
- Холандија (3+1))

## Освајачи медаља
| |                                                        |                                                                   |
| Мешовити тим · François Brandt Холандија · Рулоф Клајн Холандија · Hermanus Brockmann Холандија (кор. у ПФ) · кормилар у финалу непознат | Француска · Лисјен Мартен · Рене Валеф · кор. непознат | Француска · Carlos Deltour · Antoine Védrenne · Raoul Paoli (кор) |

## Резултати

### Полуфинале
Полуфинале је одржано 25. августа. Седам посада подељено је у две полуфиналне групе. Прва је имала три, а друга четири посаде. По две првопласиране у полуфиналним групама пласирале су се за финалну трку.

#### Полуфинале 1
| Место | Држава/Екипа                             | Веслачи                                               | Време         |
| ----- | ---------------------------------------- | ----------------------------------------------------- | ------------- |
| 1     | Француска · Société Nautique de la Marne | Лисјен Мартен Рене Валеф кор. непознат                | 6:47,4        |
| 2     | Холандија · Минерва Амстердам            | François Brandt Рулоф Клајн Hermanus Brockmann (кор.) | 6:56,0        |
| 3     | Француска · Stade Français               | Л. Рош G. Love кор. непознат                          | нису завршили |

#### Полуфинале 2
| Место | Држава/Екипа                       | Веслачи                                           | Време  |
| ----- | ---------------------------------- | ------------------------------------------------- | ------ |
| 1     | Француска · Веслачки клуб Кастијон | Carlos Deltour Antoine Védrenne Raoul Paoli (кор) | 6:33,4 |
| 2     | Француска · Наутички клуб Ремс     | Pierre Ferlin Mathieu кор. непознат               | 7:00,0 |
| 3     | Белгија Краљев наутички клуб Гент  | Проспер Бругеман Морис Хемелсут кор. непознат     | 7:00,4 |
| 4     | Француска · Наутички клуб Дјеп     | Delabarre Gelée кор. непознат                     | 7:04,0 |

## Финале
| Место | Држава/Екипа                             | Веслачи                                                                                | Време  |
| ----- | ---------------------------------------- | -------------------------------------------------------------------------------------- | ------ |
|       | Мешовити тим Минерва Амстердам           | Франсоа Брант Холандија · Рулоф Клајн Холандија · кормилар у финалу непознат Француска | 7:34,2 |
|       | Француска · Société Nautique de la Marne | Лисјен Мартен Рене Валеф кор. непознат                                                 | 7:34,4 |
|       | Француска · Веслачки клуб Кастијон       | Carlos Deltour Antoine Védrenne Raoul Paoli (кор)                                      | 7:57,2 |
| 4     | Француска · Наутички клуб Ремс           | Pierre Ferlin Mathieu кор. непознат                                                    | 8:01,0 |